# Kirsten Gille
Kirsten Gille (New York, 1954) è un'ex modella e attrice statunitense.

## Biografia
Ha interpretato una modella di nudo di Playmen nel film Luna di miele in tre, oltre ad alcune altre interpretazioni in film italiani degli anni settanta.

## Filmografia
- Superuomini, superdonne, superbotte, regia di Alfonso Brescia (1974)
- Attenti agli occhi, attenti al..., regia di Gérard Pirès (1976)
- Passi furtivi in una notte boia, regia di Vincenzo Rigo (1976)
- Luna di miele in tre, regia di Carlo Vanzina (1976)
- Tre tigri contro tre tigri, regia di Sergio Corbucci e Steno (1977)
- Napoli spara!, regia di Mario Caiano (1977)
- Il figlio dello sceicco, regia di Bruno Corbucci (1977)